# Kyle Naughton
Kyle Naughton (Sheffield, 17 de novembro de 1988) é um futebolista inglês que atua como lateral-direito e atualmente joga pelo Swansea City.